# Yamaha MT-125
Die Yamaha MT-125 ist ein unverkleidetes Leichtkraftrad des japanischen Herstellers Yamaha Motor.

## Modellgeschichte
Das neueste Modell mit zwei Positionslampen und einem darunterliegenden LED-Scheinwerfer kam im Jahr 2020 auf den Markt.
Das „MT“ in der Modellbezeichnung steht für Master of Torque; die Baureihe startete 2014. Die erste MT-125 mit derselben Motorleistung war im Mai 2014 auf den Markt gekommen und ein Jahr später auf Wunsch mit ABS erhältlich. Mit dem neuen Modell wurde auch das Äußere an die übrigen aktuellen MT-Modelle angeglichen.

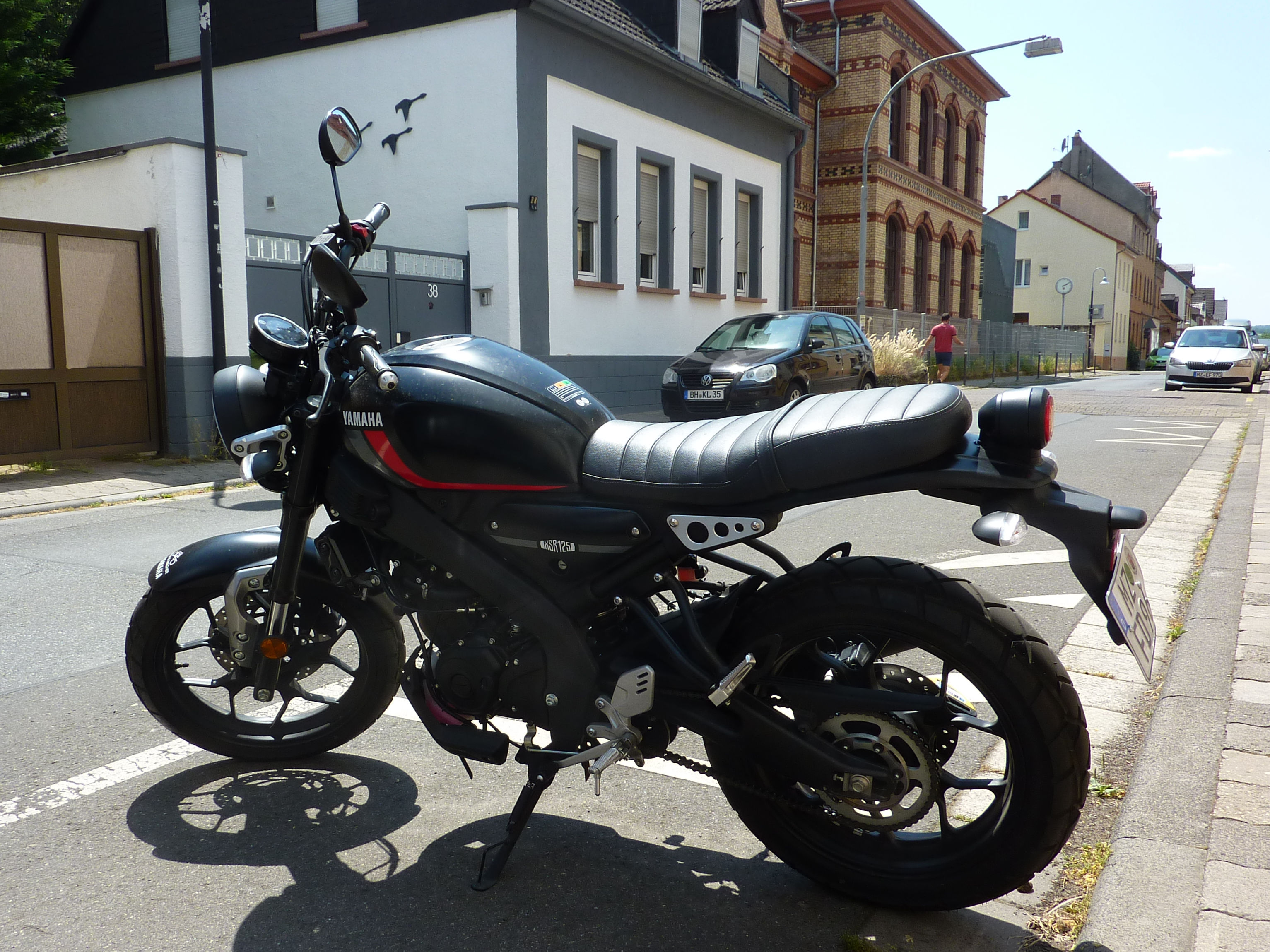
Yamaha XSR 125

2021 erschien die von der MT-125 abgeleitete Retroversion XSR 125. Sie unterscheidet sich von der MT im Wesentlichen durch die Sitzposition, die Vorderradgabel und den Rundscheinwerfer.

## Technik
Der Motor der neuesten MT-125 ist von dem der Yamaha YZF-R 125 (2019) abgeleitet, leistet 11 kW (15 PS) und erfüllt die Euro-5-Norm. Damit hat er auch eine variable Ventilsteuerung (Variable Valve Actuation, VVA), was die Leistung bis zu Drehzahlen von 7400/min steigert; mit einem Magnetventil wird auf einen zweiten Einlassnocken umgeschaltet. Der Motor hat eine 5,5 Liter große Airbox und eine Drosselklappe mit 30 mm Durchmesser. Der Querschnitt des Zylinderkopfs ist oval statt rund. Die Leistung von 11 kW wird bei 9000/min, das max. Drehmoment von 11,5 Nm bei 8000/min über ein sequentielles Sechsganggetriebe abgegeben. Der Hersteller nennt einen kombinierten Kraftstoffverbrauch von 2,1 l/100 km und 49 g/km CO2-Ausstoß. Ein Testbericht über die Retroversion XSR-125 in der Zeitschrift Motorrad nennt 2,7 Liter/ 100 km bei „engagierter Fahrweise“. Der Tank fasst mit 10 Litern 1,5 Liter weniger als der des Vorgängermodells.
Das Fahrwerk mit einem Deltaboxrahmen aus Stahl hat vorn eine 4,1-Zentimeter-Upside-Down-Gabel mit 13 Zentimeter Federweg, hinten eine Aluminiumschwinge. Vorn hat die MT-125 eine 29,2-cm-, hinten eine 22-cm-Scheibenbremse. Dazu kommt ABS.
Die MT-125 ab 2020 ist wie ihr Vorgänger mit einem LC-Display ausgerüstet.

## Neuzulassungen in Deutschland
2020 wurden 2.349, 2021 dann 3.144 Leichtkrafträder dieses Typs neu zugelassen, womit die MT-125 2021 an der Spitze der deutschen Zulassungsliste stand.